# Cheilanthes hirsuta
Cheilanthes hirsuta là một loài dương xỉ trong họ Pteridaceae. Loài này được Link mô tả khoa học đầu tiên năm 1833.